# Eleccions legislatives de Mongòlia de 2008
Les eleccions legislatives de Mongòlia de 2008 van ser unes eleccions que es van celebrar a Mongòlia el 29 de juny de 2008 per escollir els setanta-sis diputats de la Gran Jural de l'Estat.

## Sistema electoral
Els diputats del Gran Jural de l'Estat són triats en circumscripcions plurinominals segons un sistema de pluralitat d'escons, amb dos a quatre escons per províncies (aimag) i dins de la capital del país Ulan Bator per districtes (düüreg). Les eleccions anteriors tenien circumscripcions uninominals, i ara amb el nou sistema de votació és més complicat, i inclús ha provocat retards en el recompte de vots.

## Candidats
La Comissió Electoral General de Mongòlia va registrar oficial 311 candidats d'11 partits i una coalició, a més de 45 candidats independents, dels quals només 28 eren diputats en exercici, que es van presentar en aquestes eleccions.

## Resultats
D'acord amb els primers resultats semidefinitius publicats el 14 de juliol, el Partit del Poble de Mongòlia va guanyar almenys 39 escons, el Partit Democràtic va guanyar almenys 25, almenys un seient anava a la Voluntat Cívica-Partit Verd, i tres escons van ser guanyats per candidats independents.
No obstant això, els resultats de tres circumscripcions electorals (Khentii, Dornod i Bayan-Ölgii) es van retardar. El 20 d'agost, els resultats finals de Khentii van ser publicades oficialment, elevant el nombre d'escons del Partit del Poble de Mongòlia a almenys 42. La participació va ser 74,3%, considerablement més baix que el 82% de les darreres eleccions.